# James Trick Jose
James Trick "Jimmy" Jose (Falmouth, Cornualla, 1881 - Plymouth, 1963) va ser un jugador de rugbi britànic que va competir a primers del segle xx. El 1908 va guanyar la medalla de plata en la competició de rugbi dels Jocs Olímpics de Londres.